# Meltina
Meltina (Mölten in tedesco) è un comune italiano di 1 727 abitanti della provincia autonoma di Bolzano in Trentino-Alto Adige, ad un'altitudine di 1140 m s.l.m.

## Geografia fisica
Il paese è ubicato al centro del pianoro che si estende, ad un'altitudine media dai 1 000 ai 2 000 metri sul livello del mare, tra Bolzano e Merano, tra Val Sarentino e Val Passiria. Il centro di Meltina si trova a 1 133 metri sul livello del mare, nel bacino di un pendio montano.
Il comune è delimitato a est dal crinale dell'altopiano del Salto, a nord dal Giogo di Meltina; ad ovest è antistante al Boé di Ortisei, dietro al quale a sudovest il ripido pendio scende verso la Val d'Adige.
Grazie alla sua posizione naturale nella conca aperta a sud-ovest, Meltina risulta ben protetta dal vento e soleggiata, ed a volte in inverno il clima è più mite rispetto anche a Bolzano, che è situata ben 900 metri più in basso.

## Origini del nome
L'origine del toponimo è in verità controversa, anche se in prevalenza si presume che il nome di Meltina sia derivato dalla parola latina Maletum, corrispondente a piantagione di meli, cioè ad un meleto, o meno probabilmente da un termine preromano..

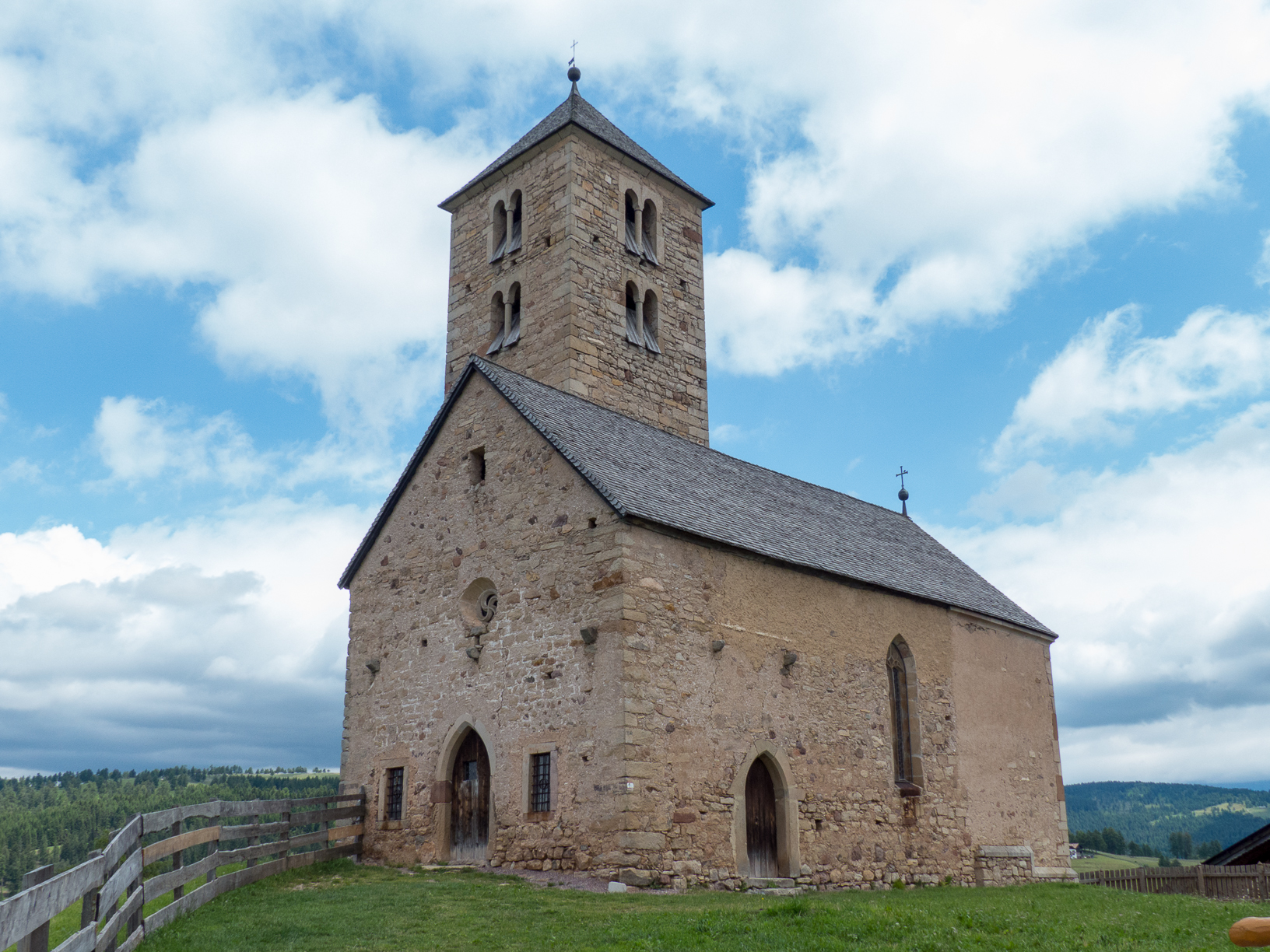
Chiesa di S. Giacomo

La prima convinzione, maggioritaria, si basa sulle diverse denominazioni del luogo soprattutto in latino, ed in parte sulle fonti di lingua tedesca.
La prima opinione si basa essenzialmente sulla menzione storica di "Maletum" della località in Paolo Diacono, in relazione con un passaggio dell'esercito dei Franchi nell'anno 590 contro i Longobardi.
Tale ipotesi è contestata però da Joseph Schwarz (1894-1980), sacerdote e maestro di Meltina, assai attivo ed esperto di storia locale, il quale ritiene fuorviante la derivazione dal termine latino Maletum, ed invece vede per il toponimo "Meltina" un'origine pre-romana.
Dato che ci sono anche altri nomi celtici in zona per poderi e casolari, fa discendere il toponimo di Meltina dalla parola celtica "Maol-Dun", che sta per "casa od abitazione di montagna", ed a suo avviso l'indicazione celtica primitiva del luogo venne poi successivamente latinizzata in epoca romana.

## Storia
Sulla base di numerosi reperti della preistoria e protostoria, rinvenuti nel territorio, sono ormai dimostrati sia l'insediamento umano che la colonizzazione stabile di Meltina almeno a partire dal 2000 a.C..
Le più antiche tracce d'insediamento abitativo permanente sono localmente testimoniate dai Celti. Infatti, molti nomi di case coloniche e di terreni agricoli come Perlifl, Znol e Lafenn sono celtici. Sono stati trovati negli scavi molti oggetti celtici in bronzo, come spille e bracciali.
La prima citazione storica sicura dell'insediamento di Meltina risale al 590 d.C., ad opera dello storico longobardo Paolo Diacono, il quale menziona per tale anno che la fortezza longobarda di "Maletum" era stata distrutta dai Franchi e gli abitanti erano stati catturati e deportati.
Ecco il testo storico: "Fin davanti a Verona arrivò l'esercito dei Franchi; la maggior parte dei castelli gli si dettero senza opporre alcuna resistenza, dopo aver ricevuto promesse giurate, atte a far credere che nessun male li avrebbe colpiti. Ma i nomi dei castelli, che sono stati distrutti in terra Tridentina sono: Tesana, Maletum, Sermiana, Appianum, Fagitana, Cimbra, Vitianum, Brentonicum, Volanes, Ennemase, due in Alsuca e uno a Verona. E dopo che tutti questi borghi erano stati distrutti dai Franchi, tutti quanti gli abitanti da loro catturati furono condotti via".
Una possibile menzione di Meltina ancor più antica, non è però fino ad oggi garantita: "il Vescovo Paschasinus di Lilybaea, che corrisponde oggi a Marsala, città di Sicilia, cita in una lettera tra il 440 ed il 461 d.C. scritta a Papa Leone I, un miracolo battesimale che si dev'essere verificato nel 417 d.C. in un luogo chiamato "Melita" (o "Meltina").
In un atto di scambio a favore del monastero benedettino di Santo Stefano di Frisinga in Baviera databile fra il 1082 ed il 1097 circa, Meltina appare come "iuxta Bozana, in loco qui dicitur Meltini", traducibile dal latino medioevale in italiano come "sopra Bolzano, in un luogo che si dice di Meltina".
Nel 1901, è stato realizzato un impianto di risalita da Vilpiano a Meltina, e nel 1922 è stata costruita una funicolare di trasporto, sempre tra Vilpiano e Meltina, che è stata dismessa alla fine dell'anno 1940, e solo nel 1955 è stata sostituita con una funivia passeggeri, la cui stazione montana si trova tuttavia ancora lontana dalla località di Meltina.
La storia di Meltina si confonde largamente ed in gran parte corrisponde a quella del suo toponimo, con la cui origine sostanzialmente coincide.

### Simboli
L'insegna si basa su quella della famiglia Hafner, vissuta nel villaggio, a cui fu concessa dall'arciduca Ferdinando nel 1523. Lo stemma è stato adottato dal Comune nel 1969.

## Monumenti e luoghi d'interesse

### Architetture religiose
- Chiesa di Santa Maria Assunta

### Musei
- Museo dei Fossili di Meltina

## Società

### Ripartizione linguistica
La popolazione è in larga parte di madre lingua tedesca:
| %      | Ripartizione linguistica (gruppi principali) |
| ------ | -------------------------------------------- |
| 96,60% | madrelingua tedesca                          |
| 3,34%  | madrelingua italiana                         |
| 0,06%  | madrelingua ladina                           |

### Evoluzione demografica
Abitanti censiti

## Amministrazione
| Periodo  | Periodo | Primo cittadino       | Partito | Carica  | Note |
| -------- | ------- | --------------------- | ------- | ------- | ---- |
| nel 1989 |         | Franz Josef Karnutsch |         | Sindaco |      |
| 2005     | 2010    | Alois Heiss           | SVP     | Sindaco |      |
| 2010     | 2020    | Angelika Wiedmer      | SVP     | Sindaco |      |
| 2020     |         | Walter Gruber         | SVP     | Sindaco |      |